# Paula Amieva
Paula Amieva Clemente (Guecho, Vizcaya, 1986) es una economista y política española.
Fue concejala del Ayuntamiento de Guecho y ejerció de líder y portavoz del Grupo Municipal Podemos-IU-Equo en el Ayuntamiento de Guecho entre 2015 y 2023.
También es miembro de la comisión ejecutiva del partido Podemos Euskadi (círculo ciudadano autonómico). Está casada con el político y eurodiputado Xabier Benito.

## Biografía
Estudió la licenciatura en administración y dirección de empresas (ADE) en la Universidad del País Vasco (2006-2012). Al mismo tiempo estudió también el grado superior en comercio y marketing (2009-2010). Posteriormente, estudió el máster en comunicación corporativa y empresarial en la Universidad del País Vasco (2013-2014). Ha trabajado en el área de comunicación corporativa en distintas empresas.
Parte del partido Podemos desde sus inicios alrededor del año 2014, colaboró en su creación inicial en el municipio de Guecho. Contribuyó a crear la agrupación de electores GUK (Getxoko Udal Kandidatura-Candidatura Municipal de Guecho). En las elecciones municipales de España de 2015, Amieva fue la candidata a Alcaldesa de Guecho y cabeza de lista de la plataforma GUK. Salió electa concejala del Ayuntamiento de Guecho y ejerció de líder y portavoz del Grupo Municipal Podemos-IU-Equo en el Ayuntamiento de Guecho.
En las elecciones municipales de España de 2019, repitió como candidata a Alcaldesa de Guecho y cabeza de lista electoral de Podemos-IU-Equo. Volvió a salir electa concejala del Ayuntamiento de Guecho y repitió como líder y portavoz del Grupo Municipal Podemos-IU-Equo en el Ayuntamiento. En las elecciones municipales de España de 2023, volvió a ser candidata a concejala del Ayuntamiento de Guecho. En las elecciones generales de España de 2019, Amieva fue candidata al Senado por la provincia de Vizcaya.

En las elecciones a las Juntas Generales del País Vasco de 2023 fue el cabeza de lista a las Juntas Generales de Vizcaya por la circunscripción de Busturia-Uribe por la coalición Elkarrekin Bizkaia (Podemos, IU, Equo y Alianza Verde) y con Eneritz de Madariaga como candidata a Diputada General de Bizkaia. Finalmente no obtuvo escaño como juntera en el Parlamento foral, durante la XII Legislatura.

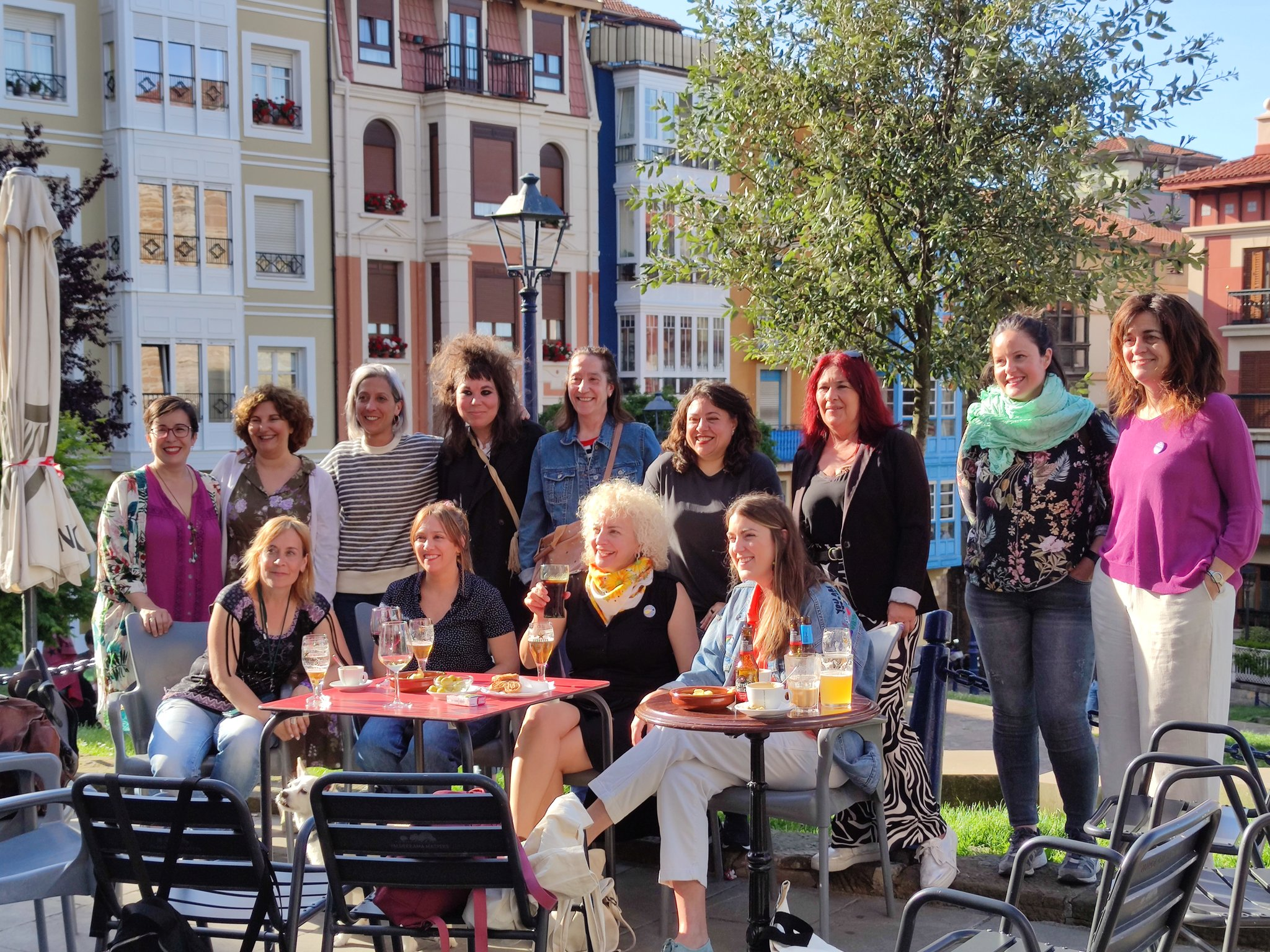
Encuentro Feminista de Podemos Euskadi (Santurce, 2023). Entre otros, Paula Amieva, Pilar Garrido, Eneritz de Madariaga, Natalia Rey, Soraya Pereira, Mariví Eizaguirre, Ainhoa Lopera e Isabel González.

Desde el año 2016, Amieva también es parte del círculo ciudadano autonómico (CCA) de Podemos Euskadi, la comisión ejecutiva del partido Podemos Euskadi.
También suele colaborar en las tertulias políticas de TeleBilbao (TB) o a programas de tertulia como En Jake de ETB2.

## Vida personal
Está casada con el político y eurodiputado Xabier Benito. Amieva se declara feminista y ecologista.